# Луций Емилий Регил
Луций Емилий Регил (на латински: Lucius Aemilius Regillus) e римски политик и военен през началото на 2 век пр.н.е.

## Биография
Произлиза от фамилията Емилии, клон Регил. Вероятно е син на Марк Емилий Регил (кандидат за консул 214 пр.н.е.). Брат е на Марк Емилий Регил, който го придружава във войната против Антиох III и пада убит през 190 пр.н.е. до остров Самос.
През 190 пр.н.е. той е претор и ръководи главното командване на римската войска и войската на привържениците на Рим по време на Римско-сирийската война против Антиох III. Побеждава селевкидската флота в битката при река Евримедон (Eurymedon) и морската битка при Мионеса (Myonessos). Следващата година като пропретор празнува морски триумф (triumphus navalis).
Построява на Марсово поле в Рим храм на ларите – защитници на моряците (lares permarini), който е осветен през 179 пр.н.е. В храма поставя надпис за своята кариера.